# サジェストペディア
サジェストペディア (suggestopedia または suggestopaedia) は1960年代から1990年代にかけてブルガリアで開発された学習理論および教授法。人間のコミュニケーションにおけるサジェスチョンの働きを医学的に研究するサジェストロジーと呼ばれる学問領域から派生した。

## 概要
サジェストペディアは、学習者にとって危険な「催眠状態」を誘発しないよう細心の注意を払いながら、日常のコミュニケーションに普遍的に存在する安全なサジェスチョンを組織して有効に使い、人生や社会生活の中で否定的なサジェスチョンに触れることで形成されてきた「人間性を低いレベルに限定するような固定観念」から学習者を解放して、脳本来の学習スタイルである創造的かつ高効率的な学習が自然に起こることを目標として開発された。
精神医学から派生した教授法として、健全な脳活動と精神衛生について良く考慮されており、一種の心理療法としての副次的効果も期待できるとされる。
理論開発はブルガリア国立ソフィア大学教授のゲオルギー・ロザノフ（1926-2012 医学博士：精神医学、心理療法、脳生理学）とその研究チームがあたり、教授法としてのサジェストペディアの開発には応用言語学者で声楽家でもあったエヴェリナ・ガテバ（1939-1997 学術博士：応用言語学）が深く関わった。
開発初期には、一度のセッションで1000語の外国語単語の意味を認識できるようになるなど、非常に効率的な記憶術として報道され、世界の注目を集めた。ブルガリアでは記憶術や語学教授法としての応用の他に数学など他教科への応用実績もある。また、ブルガリアの国家的規模のプロジェクトとして行われた小学校科目全般への応用実験でも成果をあげている。
この時期の実験成果は1978年にユネスコに報告（英語68ページ）され、1980年には、これを検証したユネスコチームによる最終報告（仏語155ページ）で世界に向けての提言（和訳 アーカイブ）がなされている。ただし、その提言がプロジェクトの中心人物に据えるべしとした当のロザノフは、政権内部の力関係の変化などの結果ブルガリア社会主義政権（当時）によって1980年から1989年までの10年間、国内で軟禁状態に置かれることとなった。このため、ユネスコのサジェストペディアに関する提言は実行に移される機会を失って今日に至っている。
ブルガリア国外では、東ドイツ、ソビエト連邦など冷戦中の東側諸国、中立国のオーストリアなどで、開発者自身の指導のもと同様の応用実験が行われ、効果が確認されている。アメリカや西ドイツ、フランスなど西側の国々にも、開発のごく初期段階から情報が伝えられ、各国での「加速学習」の開発に影響を与えた。しかし、1980年の軟禁事件によるロザノフ側からの情報断絶により、各地で起こった「加速学習」開発はそれぞれ独自の道を歩むことになった。後述する理由によりロザノフのサジェストペディアは現在それらの多くとは一線を画す存在となっている。

## 開発の経緯
ロザノフがサジェストロジー理論の着想を得たのは、ソフィア市内の神経科の診療所に勤務していた1955年だという。
その後国立科学アカデミーの研究室での基礎実験を経て、1963年と64年にはサジェスチョンによる超記憶に関するロザノフらの論文が発表された。1964年には医学大学院精神分析学部で最初の組織的な記憶実験も行われた。
実際の教授法開発は1965年に始まったが、翌1966年（10月6日）には、ブルガリア政府の後押しで国立サジェストロジー研究所が発足、サジェストロジーの基礎研究と応用研究が本格化した。ここでは、教授法「サジェストペディア」の開発と平行して心理療法の開発も行われ、1967年には心理療法「インテグラル・サイコセラピー」を完成した。
1971年、ガテバの参加により、現在見られるような、音楽と芸術性をふんだんに取り入れたコミュニケーション中心のサジェストペディアの原型が完成、それを用いて、成人用外国語教育を中心としたサジェストペディアの実験と改良が続けられた。また、1977年には児童用サジェストペディアの応用実験を行い、小学校1年生にあたる6歳児への文字と算数計算の導入にサジェストペディアを用いて良好な結果を得た。
これらの成果は、"Suggestology and Outlines of Suggestopedy"(Lozanov 1978)として出版された。
1978年から80年にかけては、ユネスコが組織した専門家による作業部会によってサジェストペディアの有効性が検証され、最終報告書（1980年12月）の中では、その後に向けてのいくつかの提言が行われた。
この最終報告書作成に中心的に関わったロザノフ本人は、その報告書の出版を見る前の1980年1月に当時共産主義政権であったブルガリア政府によって軟禁され、その後10年間国際社会から隔離されたため、この間ブルガリア国外へのサジェストペディア関連の情報は遮断された。しかしその間もロザノフとガテバによる理論面、応用面での研究は続けられ、特に成人用サジェストペディアコースはさらなる改良を受けた。この時期の研究成果は、"Foreign Language Teacher's Suggestopedic Manual" (Lozanov & Gateva 1988) と "Creating Wholeness through Art" (Gateva 1991)（いずれも邦訳なし）に盛り込まれた。
その後さらに5年をかけて、サジェストペディアは、脱サジェスチョンを重視したより洗練したシステムへと進化し、1994年（10月7日）にオーストリアのヴィクタースバーグでロザノフ主催により開催された「学習におけるサジェスチョンおよび脳・精神のリザーブ・キャパシティー ―第二回国際科学会議―」で、その最終形の完成が宣言された。
1997年のガテバの死以後、サジェストペディアの外観に大きな変更はないが、ロザノフによる理論面での開発はその最晩年まで続き、"Suggestopedia/Reservopedia" (Lozanov 2009) には、この教授法の今後に対するロザノフの提言が含まれている。

## 名称の由来
サジェストペディアは、サジェスチョンに関する研究であるサジェストロジーを土台として教育に応用したもの。名称は「指示、暗示、申し出、示唆、教唆」などを意味範囲に持つラテン語由来の英語 "サジェスト" と「教育」を意味するギリシャ語由来の "ペダゴジー" を組み合わせた造語。初期には「サジェストペダゴジー」と呼ばれたこともある。日本ではしばしば「暗示学習法」と訳されるが、日本語の「暗示」は必ずしもサジェストペディアの言う「サジェスチョン」を適切に翻案しているとは言えない。
ところで、「サジェストペディア」および「ロザノフメソッド」の名称は、1980年から1989年まで10年間にわたるロザノフのブルガリア国内での軟禁中に、ロザノフ自身の感知しないところで独り歩きを始め、この教授法の理論的背景や実態とは無関係に使用される例が世界中で続出した。国によってはこれら名称が商標登録され、ロザノフ自身はサジェストペディアとしての効果を否定している録音教材が「サジェストペディア教材」として「ロザノフ」ブランドを冠して売り出されるなど、世間一般における名称と実態との乖離は続き、この教授法の正確な理解を阻む深刻な状況が引き起こされた。こうした混乱を嫌い、教授法本体の名称を変更するこころみが開発者自身によってなされてきた。
ロザノフ自身がこれまで命名したサジェストペディアの別名称には「脱サジェストペディア」(1994)、「リザーブズ・キャパシティー・コミュニカティブ」(1998)、「リザボペディア」(2006)などがある。「脱サジェストペディア (desuggestopedia)」は、脱サジェスチョンを主眼にすえた名称であり、「リザーブズ・キャパシティー・コミュニカティブ（または "Re-Ca-Co" ）」は、この教授法が脳のリザーブ・キャパシティーに着目し、教室内におけるコミュニケーションを通してこれに働きかけ、活用していくメソッドであることを表している。この考え方を推し進めて、ロザノフは2006年にこの教授法は将来的に「リザボペディア(reservopedia)」と呼ばれるべきであると提言し、2009年出版の著書のタイトルにもこの名称を含めている。

## サジェストペディアにおけるサジェスチョンの定義
サジェストペディアは、サジェスチョンを
"意識と周辺意識を含む全人格に対して、言語的・非言語的に影響を与え得るすべての刺激およびコミュニカティブ要素"
と定義する。このような定義は一般的に理解される「サジェスチョン」の語義に比べると非常に広義である。特に「催眠用語としてのサジェスチョン」とは、定義を大いに異にするため、両者の混同には注意が必要である。
サジェストペディアでは、上に定義されたようなサジェスチョンを、その理念の達成に向けて、組織化、方向付けして使用する。
サジェストペディアコースで実際に利用されるサジェスチョンは、それが言語サジェスチョンであれば「申し出、勧め、誘い、提案、褒め言葉、応援」といった内容であり、また非言語サジェスチョンであれば、「楽しさ、笑い、人間愛、快適な雰囲気、厳粛なムード、オーセンティックな環境、権威ある作曲家の音楽、有名な画家の絵画、黄金比に代表される美的バランス、コースの一貫性」といった形で表現される。

## 開発のベース
サジェストペディアの開発は、サジェストロジーの研究により明らかになった以下の事実を出発点にしている。
1. 人間は、日常一般の言語および非言語コミュニケーションの中に不断に遍在するさまざまなサジェスチョンによって、意識的、無意識的、全人格的に影響されている。その中には肯定的な影響もあれば、否定的な影響もある。
2. 催眠状態の、あるいは特殊な修行を積んだ、または天才や精神障害を持つ人間にしか起こりえないと考えられていたさまざまな現象は、日常一般に普遍的に存在するサジェスチョンによって、ごく普通の人間にも起こり得る。さまざまな現象とは、たとえば、超記憶、無血無痛の開腹手術、自律神経のコントロール、固定観念の定着、固定観念からの解放などである。
3. さらに、催眠によっては起こり得ない現象も、日常一般的なサジェスチョンによっては起こり得る。その現象とは、たとえば、創造性の高揚、被催眠性の減少などである。
4. 記憶は、情報のただ一度の披瀝によって脳内にほとんど全部ほぼ正確にきわめて長期間保持される。一般に「記憶力」と呼ばれているのは実は「思い出す能力」である。脱サジェスチョンの実現によって高まるのはこの「思い出す能力」であり、「超記憶」と呼ばれるものは実際には「何でも簡単に思い出すこと」である。
5. 人間の精神状態は時とともにうつろいやすく、一人の人間の中にも多くの人格が潜んでいる。また、受けたサジェスチョンへの対処のありようは一人一人すべて異なる。つまり、人間は、個人としても集団としても精神的にダイナミックかつ多様である。
6. また、人間には、望まないサジェスチョンを拒絶してその影響力を遮断する防御システムが存在する。これを「サジェスティブ障壁」と呼び、3種類に分類される。これらは、1）論理的整合性を確保するため非論理性を排除する論理障壁、2）道徳規範に照らして非道徳を排除する道徳障壁、3）感情の安定を確保するため直感的に情報を排除する感情障壁である。サジェスティブ障壁の高さや状態もまた多様で、個人差があり、精神状態の変化につれて常に変化し続けている。
7. にもかかわらず、サジェスチョンには、与えられ方によって受け入れられやすさの一般的傾向がある。たとえば、1）権威ある情報源からのサジェスチョンは受け入れられやすい。2）情報の出し手と受け手の信頼関係が強ければサジェスチョンは受け入れられやすい。3）精神的にリラックスして攻撃性・防御性の度合いが低いほどサジェスチョンは受け入れられやすい。
8. 人間の行動は、意識と周辺意識(paraconscious)の連携からなりたっている。意識領域、周辺意識領域で受け取った外部からの情報はすべてリザーブ・オブ・マインドとして備蓄され、人間の意識活動と生理現象に影響を与える。

## 根本理念
サジェストペディアの根本理念の中核をなすコンセプトを以下に示す。

### サジェストペディアの脳機能モデルと精神衛生
サジェストペディアの教育に対する考え方を一言で言えば、「自由な精神活動と創造性の高揚が、きわめて効率的な学習と精神衛生を同時に達成する」である。このような考え方は、精神療法開発の副産物であったサジェストペディアが、人間の学習能力を「脳に本来的に備わった機能」であるとする立場に立つことに由来する。
ロザノフらは、精神療法開発の過程で「脳機能の不自然な使用によって引き起こされた脳活動不全の状態である『心身症』は、脳機能を本来あるべき姿で機能させれば快方に向かうはずだ」という仮説を立て、「脳機能の自然なはたらき」を追求した結果、脳を自然な状態で機能させることが、精神と体の状態の向上と同時に学習の高効率化をもたらすという結果を得た。この結果を踏まえて心身症回復に特化して開発をつづけたのが心理療法インテグラルサイコセラピーだが、同時に「学習の高効率化」に特化して開発されたサジェストペディアも、やはり脳機能の自然なはたらきを重視する。
以下にサジェストペディアの考える脳機能モデルを挙げる。
1. 脳は本来的に学ぶことを欲しており、学ぶことに喜びをおぼえる。
2. 脳が意識を機能させるためには、周辺意識に膨大な量の情報の備蓄（リザーブ・オブ・マインド）を必要とする。周辺意識の情報備蓄が足りないまま意識活動を要求されると、脳はフラストレーションを起こす。
3. 脳の一部に与えられた情報は、即座に脳の他の部分に共有される。言い換えれば一部に与えた刺激をその一部のみにとどめておくことは不可能である。そのため脳は、たとえば理論と感情を切り離すことが苦手である。
4. 脳は変化を好み、機械的な繰り返しを好まない。
5. 脳細胞はある程度集合すると、それ自体人格を有する一個の脳として機能し始める。そのため人間の脳は本質的に多重人格的であって、健常者であっても色々な場面で様々な人格が表出する。
6. 情報処理システムとしての脳は、ホログラフィー構造と階層構造をあわせ持つ。こうした構造では、処理される情報は、部分と全体が奔放に入れ替わりつつ常に深部の核と交信して統一を保とうとする。

このモデルにしたがって、脳の好む健康的な学習を追求すれば、必然的に「膨大な情報を高効率的に摂取し、取得した情報の活用を、普段と違う自分を楽しみながら、遊びを交えて、理論と感情、部分と全体の統一の取れたダイナミックバランスの中で行う」というサジェストペディア独特の教育スタイルに到達する。サジェストペディアではサジェストロジー研究で得られた知見をこのような「脳の好む学習環境」を維持促進するために応用する。
開発の初期段階には、サジェストペディアを精神療法として使用した実験も行われた。軽度の心身症患者を集めてサジェストペディアの語学コースを行ったこの実験では、コースが進むにつれ、参加者の不眠、いらいら、それにともなう人間関係の不和などが軽減または解消したという。

### リザーブ・オブ・マインドとリザーブ・キャパシティー
サジェストペディアでは、人間の周辺意識に備蓄された情報を「リザーブ・オブ・マインド (reserves of mind)」、また備蓄能力を「リザーブ・キャパシティー (reserves capacity)」と呼ぶ。リザーブ・オブ・マインドは意識活動を機能させるために必須となる膨大な情報の蓄積であり、普段は意識されることはない。「小さな見える部分を支える大きな見えない部分」という意味で、ロザノフはこれを氷山の水面下構造にたとえることもある。またこの氷山のたとえは、意識上にある情報は周辺意識に備蓄された情報と実際は等価であり、連続した切り離すことのできない関係にあることも示している。
"Reserve" すなわち「備蓄」とは、文字通り、現在は顕在的に使用されていないが後の使用に備えて蓄えられているものを指す。脳が周辺意識領域にそのような情報を膨大に蓄えているイメージがサジェストペディアにおける「意識」「精神」「脳」のモデルの基礎をなしている。
サジェストペディアの重要なキーワードのひとつである "reserves capacity" は、しばしば「潜在能力」と和訳されるため、「超能力」との関連で語られることもあるが、サジェストペディアはいわゆる「超能力」開発を目指しているわけではない。サジェストペディアで定義されるリザーブ・キャパシティーとは、普通の人間があたりまえに持つ能力であり、この領域を健全に大きく発達させることによってしか人間の精神活動・身体活動は健全に機能、ないしは発達しないというのがサジェストペディアおよびインテグラル・サイコセラピーの基本的な考えになっている。
「サジェストペディアが十分機能した言語クラスでは、伝統的な教授法の二倍から五倍の速習が可能である」とロザノフが言うとき、それは、「現在の社会通念による教育では、リザーブ・キャパシティーが十分に活かされておらず、結果として、脳と意識が健全に機能した場合の二分の一から五分の一程度の能力しか発揮できていない。これをサジェストペディアによって正常な状態にもどすことができる」という意味であって、人間にとって不自然な超能力の獲得を意味しているわけではない。

### 周辺意識
サジェストペディアのキーワードのひとつ「周辺意識 (paraconscious)」は、意識(conscious)と平行して(para-)存在・活動する、意識以外の全ての精神活動領域のことと定義される。これは、意識の無い状態である「無意識」、意識に抑圧されて顕在化できないでいる「潜在意識」とは概念的に異なる。周辺意識は、ふだん意識されてはいないものの、意識と同じ資格で人格の維持に関わっている精神活動領域である。周辺意識はまた、常に外部からのサジェスチョンにさらされている領域であり、人間の感覚器がとらえたすべての情報の記憶が長期記憶として保持される広大な領域でもある。多くの場合感情は意識化される前にまずここで起こる。周辺意識は、常に意識と情報交換を行い、意識上の精神活動の材料を提供する。このため、意識上で理論的になされた判断として自己認識されるものも、実際は周辺意識の情報に影響されている場合が多い。たとえば好き嫌いに影響された判断、ひらめきによる理論構築などがそれである。
サジェストペディアでは、周辺意識領域に働きかけて、そこに蓄えられた情報（リザーブ・オブ・マインド）を積極的に活用するために、歌、笑い、身振り手振りなどの感情表現を、適切なレベルを維持し、かつ催眠を誘発しないよう注意を払いながら利用する。「適切なレベル」とは、学習者がサジェスティブ障壁を高めてしまうといったような否定的な反応を起こさないレベルである。このため、適・不適のしきい値は、コースごと、クラスごと、日ごとに変化する。このような判断を時々刻々求められるサジェストペディアの教師になるためには特殊な教師トレーニングの受講が必須である。

### 脱サジェスチョン
サジェストペディアでは、「自由な精神活動と創造性の高揚」の下地として、社会通念によって学習者の心に構成された否定的な固定観念の呪縛を解く必要があるとし、これを「脱サジェスチョン(desuggestion)」と呼んでいる。「脱サジェスチョン」と「サジェスチョン」はたいていの場合、双方が同時に起こる不即不離の現象であり、互いに一方の実現のために他方を必要とする関係にある。
このような「脱サジェスチョン」を実現するためのサジェスチョンを「脱サジェスティブ・サジェスチョン」と呼び、その実現過程を「脱サジェスティブ・サジェスティブプロセス」と呼ぶ。
広義には、日常一般に存在し人格に影響を与えるサジェスチョンのうち、固定観念を解くように作用するサジェスチョンはすべて「脱サジェスティブ・サジェスチョン」と呼ぶことができる。具体的には、美術や音楽による影響、雰囲気や環境などからの影響、人の生き様などからの影響などである。
「脱サジェスティブ・サジェスチョン(desuggestive suggestion)」は、しばしば「顕示的でないサジェスチョン」という意味で用いられることもある。それは顕示的でないサジェスチョンは、サジェスティブ障壁の高まりを引き起こしにくいという意味で、脱サジェスティブ・サジェスティブプロセスに有効に働くからである。このように用いられた場合、「脱サジェスティブ・サジェスチョン」は、周辺意識に向かって発信されるサジェスチョンを意味し、「顕示的なサジェスチョン」との対立概念となる。「顕示的なサジェスチョン」とは、「命令」「号令」「スローガン」「プロパガンダ」といったものに代表される言語サジェスチョンであり、社会通念の多くは顕示的サジェスチョンによって作られているとされる。
したがって、サジェストペディアでは「戦争プロパガンダに後押しされて機械のように進軍してきた兵士が、戦闘の合間に、子供の無邪気に遊ぶ姿を見てふと心がなごみ、人間性をとりもどす」といったような現象を、典型的な「脱サジェスティブ・サジェスティブプロセス」の例として説明する(Dougal, S. 2001)。
サジェストペディアは、その教授法としてのバージョンアップの過程で、次第に力点をサジェスチョンから脱サジェスチョンに移してきた。
脱サジェスチョンに力点を移して、使用するサジェスチョンをより環境的、日常的、また普遍的なものに限定した結果。1）コースの外観がより「一般的な語学コース」に近くなり、2）学習活動の中で催眠状態を誘発する可能性がきわめて少なくなったという。それゆえ、1990年代以降、この教授法は開発者によって「脱サジェストペディア(Desuggestopedia)」と呼ばれることが多くなっている。

## 阻害要因とその排除

### 催眠の排除
一般的に、サジェストペディアは、その名称と出自により、催眠状態もしくはそれを誘発するような行為を学習に利用するかのように信じられているが、誤解である。
催眠状態は自由な精神活動と創造性を阻害するばかりでなく、精神的、肉体的に人間に危険を及ぼす可能性が確認されているとして、サジェストペディアでは注意深くこれを排除している。
ロザノフによれば、催眠状態は以下の理由により人間にとって好ましくない。
1. 催眠状態にある人間は自分で意思決定できない。
2. 催眠状態にある人間は批判精神を発揮できない。
3. 催眠状態にある人間は創造性が発揮できない。
4. 催眠状態を一度経験すると、再び催眠にかかりやすくなる（被催眠性の高揚）。
5. 催眠医療専門家以外の人間による、いわゆる「催眠ごっこ」では、不必要で危険なサジェスチョンが不用意に与えられることがあり非常に危険。しばしば深刻な後遺症を残すことがある。

上記の理由でサジェストペディアでは催眠を誘発する可能性があるとして、たとえば以下の技法は使用しない。
- リラクゼーション技法の指導
- イメージトレーニングや瞑想の指導
- 呼吸法の指導
- 服従を促すような命令
- 脳波をある状態（たとえばα波）に一定させるようなタスク
- 単調な動作やタスクの繰り返し
- 単調な音楽の利用
- 非常に緩やかな音楽（たとえばバロック音楽のアダージョ楽章のみ）の利用
- 音楽と共に教授内容を録音したCD、テープなど、機械を用いた自習・独習

ちなみに、サジェストペディアに影響を受けたとされる「加速学習」の中にはこれらの技法を積極的に使用しているものもあるが、サジェストペディアは、むしろこれらを学習の場から排除する姿勢をとるという意味で「加速学習」とは一線を画す。
ロザノフは、伝統的な学習形態でも、教師がみずからそれと気づかずに催眠を誘発する危険性が常にある点を指摘している。サジェストペディアの教師トレーニングでは、こうした教師の不注意による催眠誘発を避けるスキルも与えられる。

## 外観上の特徴

### コース形態
サジェストペディアはコミュニケーションの中に存在するサジェスチョンを活用するため、学習グループと教師を必要とする。
コミュニケーションの存在しない「独習」に効果を認めず、家での予習・復習は不要とし、宿題も出さない。学習者が望めば15分程度の復習を認めているが、それは単に学習者本人の気休めのためであるという。同様に、後述する「コンサートセッション」の録音を持ち帰って家で聴くこと、また市販の録音教材による独習もサジェストペディアとしての効果は無いとしている。
初級語学コースの場合、サジェストペディアの学習グループは8人から12人が理想的で、コース形態は全日制の集中コースも、定時制（勤務時間終了後の）夜間コースも可能である。しかし、録音教材による独習を前提とした通信制のコースや、インターネット上の会議システムを利用した遠隔地教育形態では、非言語サジェスチョンの伝達に著しい制約があるため、サジェストペディアは成立しない。

### 教科書
サジェストペディアで用いる教科書は情報量と複雑さに際立った特徴を持つ。初級テキストは会話主体ではあるが、その表現内容は一般の初級テキストに見られるような「初級なりの単純化」はなされていない。むしろ、言語芸術の複雑さがそのまま含まれたような、一種の「戯曲台本」の観を呈している。第一課において、すでにその言語の持つほとんどの基本文法項目と、約850語の語彙が学習者に披瀝され、初級教科書全体では2000語以上の新出語彙が、逐語訳と共に披瀝される。
サジェストペディアでは、これは脳機能が自然に要求する情報量と複雑さであり、これなしに学習を進めれば脳がフラストレーションを起すと考える。この「披瀝」は主として後述する「コンサートセッション」で行われる。
サジェストペディアにおいては、こうして「披瀝」された情報は、豊かなリザーブ・オブ・マインドを形成して後に生かすことが目的であり、「学習項目」そのものではない。実際の初級クラスの学習活動では、この教科書で披瀝された情報から初級のコミュニケーションに必須の文法項目と語彙を選んで順に焦点を当てて定着させていく。
ロザノフとガテバが実際に使用した教科書としては、初級英語の "The Return" (Gateva 1987) 、中上級英語の "English Reader" (1991)、イタリア語の "L'Italiano" (Gateva 1978) がある。いずれも市販されておらず、ロザノフ主催のサジェストペディアコースの受講者に配布される。"L'Italiano" はガテバの死後使用されていないが、"The Return" は現在も初級英語コースや教師養成等に使用されている。中上級の語学テキストの存在はあまり知られていないが、"English Reader" は、初級コースの完成後に、中上級コースの完成を目指した実験用教科書として執筆され、現在でも教師トレーナーの養成に使用されている。
ただし、基本的に、サジェストペディア教師は自分が教えるコースの教科書を作成するよう期待され、作成時の注意点は教師マニュアルである "The Foreign Language Suggestopedic Manual" (Gateva 1981) に書かれている。

### 授業風景
サジェストペディアクラスで用いられる教授技法のひとつひとつは、他の教授法でも見られるものであり、その点において特殊なものではない。
特徴的なのは、むしろ雰囲気作りであると言える。サジェストペディアにおいては、教師の役割は場面によって「遊びのリーダー」であったり、「吟遊詩人」であったり、「映画監督」であったりするが、コースを通じて、学習者と非常に親密で肯定的な信頼関係を築く。また、教室には常に美術と音楽と変化と笑いがあり、参加者全員が共に相俟って学習を促進する雰囲気を形成する。
教室内では、歌、絵画、ポスター、前日のタスクやゲームを想起させる小道具などにより、タスク間の関連性とコースの首尾一貫性が物理的かつ心理的に保たれるよう配慮される。
また、コース内では、学習者が自由に名前と人格を選択することが推奨され、日常生活から切り離された自由な雰囲気の中で無制限の創造性を発揮するよううながされる。

### コンサートセッション
外観上きわめて特徴的なのは、集中コースで3、4日に一回、その日の最後に行われる「コンサートセッション」と呼ばれる時間である。
コンサートセッションの目的は、翌日以降分の教授内容に現れる語彙とその逐語訳、文法をすべて前日までに一度学習者に披瀝して（記憶させて）、コミュニケーションを実現するための材料を学習者の周辺意識に蓄積することにある。一回のセッションで与えられる情報量は非常に多く、音読によって一度披瀝するだけでも長い時間（アクティブとパッシブ合わせておよそ90分）を費やす。現在のバージョンでは、初級第一回目のコンサートセッションでおよそ850語の新出語彙が学習者に披瀝される。
実験の初期段階では単語とその訳語のリストを学生に渡し、教師はこれを読み上げるだけだったが、現在のバージョンでは、下線を引いた新出語彙に訳語が与えられた、物語性のある会話形式のテキスト全文を読み上げる。
テキストが読まれている間、学習者を睡魔から救い、逆に精神を活発な状態に保っておくために、バックグラウンドに古典派後期からロマン派の、交響曲や協奏曲といったダイナミックなクラシック音楽を流す。教師は音楽のリズムと抑揚に身を任せたような独特のイントネーションでテキストを読み上げる。また、セッションに変化をつけるため、しばしば音楽の流れを無視して学習者に復唱をうながすこともある。このセッションを、サジェストペディアでは「アクティブセッション（動画）」と呼ぶ。アクティブセッションは通常40分から60分をかけて行う。

アクティブセッションの直後には学習者の高揚した精神状態を通常レベルに戻すことを目的に、二度目のセッションを続けて行う。二度目のセッションでは音楽のダイナミズムを下げ、たとえばバロック期の合奏協奏曲などをバックグラウンドにして、普通のイントネーションとスピードでテキストを読み上げる。これをサジェストペディアでは「パッシブセッション（動画）」と呼ぶ。パッシブセッションは通常30分程度をかけてアクティブセッションで読んだものと同じものを読む。

どちらのセッションにおいても催眠状態を誘発する単調さに陥らないよう配慮される。
周辺意識を対象としたセッションなので、コンサートセッションの間、学習者は基本的にどのように過ごしても構わないとされる。開いたテキスト（訳語付）のページを目で追いながら教師の声に集中してもいいし、逆にバックグラウンドの音楽に聞き入ってしまっても構わない。いずれにしても、読まれたものはすべて情報として脳に入って周辺意識に記憶される。ただし、アクティブセッションの間は、音声情報、文字情報、逐語訳の情報をすべて脳にとりこむために、学習者はできるだけ教科書の読まれている文字列を目で追うようにうながされる。パッシブセッションの時には教科書を閉じたり目を閉じたりしても構わない。
ちなみに、「コンサートセッション時に学習者がリクライニングシートに横になる」という説が1980年代のロザノフ軟禁中に流布したことがあるが、実際のサジェストペディアクラスで身体を横たえることができるような椅子を使用するということはない。このような椅子では学習者が睡魔に勝てず、精神を活発に保っておくことができないからである。ただし、学習者はアクティブ、パッシブ合わせて90分近いコンサートセッションの間同じ椅子に座っていることになるため、少なくとも快適に座っていられる椅子であることは望ましいとされる。
初級語学コースのコンサートセッションに使用される音楽は、音楽リストとしてロザノフの著作(Lozanov 2009 p.154)の中で公開されている。いずれも、1）長調を基本的な調とし、2）やや長い導入部と 3）メロディー、リズム共に色彩感豊かな内容を持った 4）比較的有名な作曲家によって書かれた「クラシック音楽」という特徴を持つ。現代的な音楽はこのリストの中にはない。
サジェストペディアでは、このコンサートセッションを、教科項目の導入と定着の間に挟んで行う。集中コースでは、初日は導入とコンサートセッションだけで終わり、翌日からは、1）定着のための活動（ゲーム、歌、本読み、創作など）を3〜5日かけて行い、その後、必要に応じて、2）次課の導入、次いで、3）次の課のコンサートセッションへと続く。コンサートセッションを一日の最後に置くのは、頭を休ませるとともに、翌朝まで時間を取って情報の長期記憶化を補助するのが目的であると説明される。

## 教師養成
サジェストペディアは、その特殊な性格上、教師の養成に最大の課題がある。ユネスコの調査グループによる提言（5.7および6.3）でも教師養成、資格認定、および教師スキルの維持システムの構築が急務であるとされている。
サジェストペディア教師には、その教科と教授内容に関する知識の他に、サジェストロジーの完全な理解と、それに基づいて個々の学習者およびグループ全体の心理状態を把握し、それに対処すべく意識と周辺意識に向けて臨機応変かつ有効にサジェスチョンを発し、脱サジェスチョンを実現するスキルが求められる。
それに加えて、理想とされる発声法、美的センス、音楽的な資質、奔放な発想、柔軟な態度、愛される人柄、あふれるような人間愛など、理屈を通して学んで得られる範疇を超えた能力と資質も求められる。サジェストペディアでは、これらの資質と能力は、教師として訓練を受ける人間がいずれかのサジェストペディアのコースに学習者として参加し、これを修了することで獲得可能であるとする。
サジェストペディア教師の養成プログラムは大きく2段階に分かれる。第一段階は、いずれかのサジェストペディアコースへの学習者としての参加、およびサジェストロジー関係の講義の受講。第二段階は、開発者自身もしくは開発者から認定されたサジェストペディア教師トレーナーの指導のもとでの教育実習である。1998年以降の最新の教師養成プログラムではそれ以前に比べて実習が簡素化、効率化され、期間も短縮されている。
とはいえ、2006年の時点でこの教授法の正式に認定された教師トレーナーは全世界で20人余りしかおらず、開設されている教師養成コースの数も限られている。また、多くの場合教師養成コースは不定期開設であり、常時開設された教師養成コースを持つに至っていない。こうした制約から、サジェストペディア教師の養成は、現在のところ効率的に行われているとは言えない。

### LITA
現在サジェストペディア教師養成における窓口となっているのは、ロザノフ・インターナショナル・トレーナーズ・アソシエーション（Lozanov International Trainers Association 略称 'LITA') という団体である。LITAは、1980年に出されたユネスコによる教員養成勧告（6.3.2 和訳 アーカイブ）の実現を目指してロザノフが2006年3月に立ち上げた団体で、1年半の準備期間を経て2007年8月にノルウェーで非営利団体(NPO)の登録を行った。会員は世界各地にちらばっているが、2008年現在すべてロザノフ自身により資格認定されており、LITAは教師トレーナーの派遣、サジェストペディア関係の書籍管理等を行っている。

## 関連書籍

### 開発者による教科書
ロザノフ主催のコースで使用されてきた教科書をここに挙げる。
1. イタリア語 Gateva, E. "L'Italiano" (Istituto Scientifico di Suggestologia, Sofia, 1978年) ISBN 91-970527-1-X
2. 英語 Gateva, E. "The Return" (改装版 Tecnovic Arte Grafico S.L., Madrid, 1998年) ISBN 9788460573319
3. 中上級英語 "English Reader", "English Reader Dialogues" (Centre of Suggestology & Development of Personality 編, Sofia University Press, 1991)

### 開発者自身による著作
日本語訳は現在未出版かまたは絶版。英語版は紙メディアまたはオンラインで入手可能。本稿の記述は主として「開発者自身による著作」の内容に依拠している。
1. "Suggestology and suggestopedia: theory and practice; working document" (Lozanov, Georgi; Bulgaria. National Commission for Unesco, 1978, UNESCO ED.78/WS/119)
2. "Suggesology and Outlines of Suggestopedy" (Lozanov, Georgi 1978, Gordon & Breach) ISBN 0677309406, ISSN 0276-1610
3. "The Foreign Language Teacher's Suggestopedic Manual (Lozanov, G., Gateva, E., 1988, Gordon & Breach) ISBN 0677216602
4. "Creating Wholeness Through Art" (Gateva, Evelina, 1991, Accelerated Learning Systems) ISBN 0905553314
5. "Proceedings of the International Conference on Suggestopedia, Salzburg, October 26 - 28, 1990" (Lozanov, G. ed. 1991 Stiftelsen Pedagogisk Utveckling) ISBN 9197052752
6. "Suggestopedia - Dessugestive Teaching - Communicative Method on The Level of The Hidden Reserves of The Human Mind" (Lozanov, Georgi, 2005, Sofia University Publishing House. 内容はブルガリア語。この著書には一時オンラインで入手可能な英訳が存在したが2009年に出版する英語による著書に備えて撤回した)
7. "Suggestopedia/Reservopedia - Theory and practice of the liberating-stimulating pedagogy on the level of the hidden reserves of the human mind" (Lozanov, Georgi, 2009 Sofia University Press: Sofia 内容は2005年出版の前著とほぼ同様) ISBN 9789540729367

### 開発者による推薦図書
「開発者による推薦図書」はロザノフもしくはガテバが著作などの中でサジェストペディア理解の助けになるとして推奨した書籍を指す。
1. "Front-Line Story - The language of Suggestion and Desuggestion on The Front line in Italy (1943-1945)" (Dougal, Sonia. Gotthard Media (Gotthad AG) CH-6424 Lauerz, Switzerland, 2001) ISBN 3909438008

### 日本語で書かれた解説書
1. アリン・プリチャード, ジーン・テイラー / 産業能率大学サジェストペディア研究室 訳 『全脳学習: サジェストペディア入門』 （産業能率大学出版部、1983年）
2. 萩原力 『快適な学習サジェストペディア』 （リーベル出版、1997年） ISBN 4897985498

上記二書を参考書として用いる際にはこれらの中に「著者自身の著作」(7)pp.46-50 で否定された催眠を誘発する教授テクニックのいくつかがサジェストペディア特有のテクニックであるとして紹介されていることに留意が必要である。

### サジェストペディアを利用した教材
1. 宮野智靖 『超高速記憶テープ 英検 1 級に必ず出る英単語 922 と英熟語 597 [カセット]』 （こう書房、1996年） ISBN 4769605749
2. 宮野智靖 『超高速記憶テープ 英検準 1 級に必ず出る英単語 934 と英熟語 636 [カセット]』 （こう書房、1995年） ISBN 4769605382
3. 宮野智靖 『超高速記憶テープ 英検 2 級に必ず出る英単語 931 と英熟語 604 [カセット]』 （こう書房、1995年） ISBN 4769605390
4. 中元康夫 『超高速記憶テープ 英検準 2 級に必ず出る英単語 859 と英熟語 580 [カセット]』 （こう書房、1995年） ISBN 4769605498

「サジェストペディアを利用した教材」については、「開発者自身による著作」(6)および(7)の中でロザノフがサジェストペディアとしての効果を否定した「録音された読み上げセッション」に属していることに注意しつつ参考にされたい。